# Ylistaro
Ylistaro est une ancienne municipalité de l'ouest de la Finlande, dans la région d'Ostrobotnie du Sud.
Elle a fusionné le 1er janvier 2009 avec la ville de Seinäjoki.

## Présentation

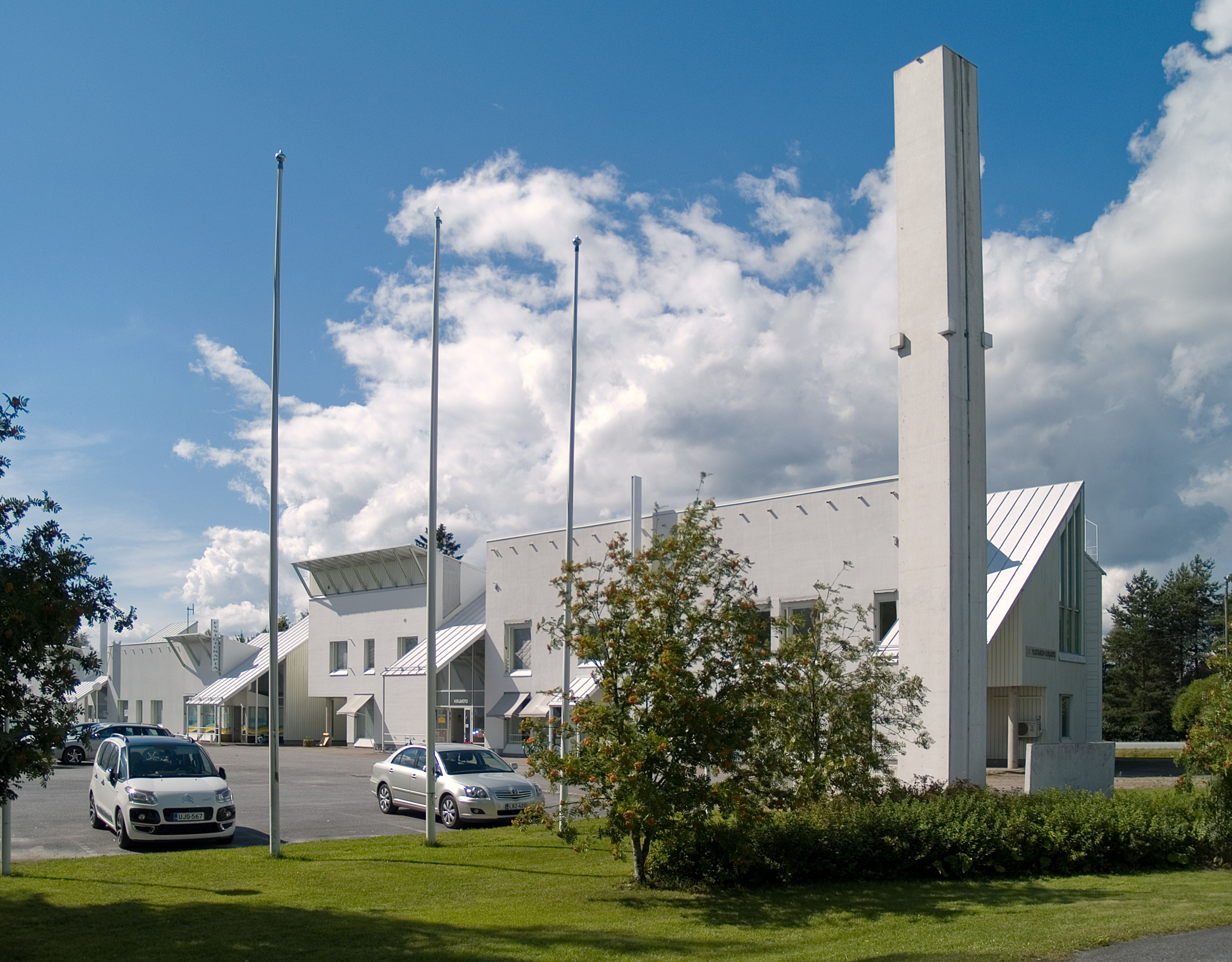
Bibliothèque d'Ylistaro.

Le village centre est un gros bourg agricole, traversé par la rivière Kyrönjoki, situé au milieu des grandes plaines ostrobotniennes.
Au XXe siècle, la commune a été très touchée par l'exode rural, la population étant divisée par deux de 1924 à 2004.

## Transports
Aujourd'hui, ce déclin semble enrayé, principalement grâce à la situation de la commune à l'intersection des deux grandes nationales de la région (la nationale 16 et la nationale 18) et de la relative proximité des villes de Seinäjoki (27 km) et Vaasa (50 km), qui a permis un début de diversification de l'économie.
La route régionale 723 relie Ylistaro et Ylihärmä.

### Distances
- Jyväskylä 230 km
- Kyyjärvi 110 km
- Lapua 30 km
- Seinäjoki 25 km
- Vaasa 50 km

## Personnalités
- Kari Kriikku, clarinettiste
- Kalervo Rauhala, lutteur